# 澁谷宗光
澁谷宗光（しぶやむねみつ 1917年6月 - 1974年9月）は、日本の国語教育学者、日本語学者。
専門は、国語教育、国語学、江戸・明治期の歌学。荷田在満、小山田与清、八田知紀などの歌人について研究の研究著書もある。昭和30年代に国語教育史学会を西原慶一、古田拡、渡辺茂、岩島公など組織し、活動した。

## 略歴
- 1917年 生まれる。
- 1942年 東京帝国大学文学部国文学科卒業
- 1946年～1971年 文部省初等中等教育局中等教育課に勤務。教科調査官として国語教育に携わる
- 1971年～1974年 大妻女子大学国文学科教授
- 1974年9月　病死

## 論文・発表文献
- 国語の改訂--中学校、文部省、1958年、ISSN 0916-9830
- 中学国語科の学習指導、文部省、1960年、ISSN 0916-9830
- 国語--中学校新教育課程における指導上の留意点、文部省、1962年、ISSN 0916-9830
- 国語教育展望-5-、学灯社、1968年、ISSN 0452-3016
- 八田知紀と薩藩の和歌、大妻女子大学国文学会、1973年、ISSN 0287-0819